# 小行星13916
小行星13916（13916 Bernolák）是一颗绕太阳运转的小行星，为主小行星带小行星。该小行星于1982年8月23日发现。

## 轨道参数
小行星13916的轨道半长轴为2.4357428 UA，离心率为0.245。